# Hyloxalus littoralis
Hyloxalus littoralis es una especie de anfibio anuro de la familia Dendrobatidae.

## Distribución geográfica
Esta especie es endémica del Perú. Habita entre los 665 y 2800 m de altitud en las regiones de Lima, Ancash y Huánuco.
La población del nivel del mar en Chorrillos, en la provincia de Lima, donde se descubrió después de su introducción, parece haberse extinguido.

## Descripción
El holotipo femenino mide 25.0 mm.

## Publicación original
- Péfaur, 1984 : A new species of dendrobatid frog from the coast of Peru. Journal of Herpetology, vol. 18, n.º 4, p. 492-494.[5]